# الدوري الكويتي 1966–67
أقيمت بطولة الدوري الكويتي السادسة في موسم 1966/1967، وقد شارك في هذه البطولة ستة فرق، وقد فاز نادي العربي الكويتي بلقب البطولة للمرة الخامسة في تاريخه والثانية على التوالي.

## ترتيب الفرق
| الفريق                | لعب | فاز | تعادل | خسر | له | عليه | النقاط |
| --------------------- | --- | --- | ----- | --- | -- | ---- | ------ |
| نادي العربي الكويتي   | 10  | 7   | 2     | 1   | 22 | 6    | 16     |
| نادي القادسية الكويتي | 10  | 6   | 2     | 2   | 29 | 14   | 14     |
| نادي الكويت           | 10  | 6   | 0     | 4   | 21 | 23   | 12     |
| نادي السالمية         | 10  | 4   | 1     | 5   | 25 | 21   | 9      |
| نادي الفحيحيل         | 10  | 2   | 1     | 7   | 11 | 26   | 5      |
| نادي خيطان            | 10  | 1   | 2     | 7   | 8  | 26   | 4      |

## أرقام من البطولة
- أكثر الفرق تحقيقا للفوز هو نادي العربي الكويتي ب7 انتصارات.
- أقل الفرق تحقيقا للفوز هو نادي خيطان بفوز واحد.
- أقل الفرق تعرضا للتعادل هو نادي الكويت حيث لم يتعادل.
- أكثر الفرق تعرضا للتعادل هم نادي العربي الكويتي ونادي القادسية الكويتي ونادي خيطان بتعادلين.
- أكثر الفرق تعرضا للخسارة هما نادي الفحيحيل ونادي خيطان ب7 هزائم.
- أقل الفرق تعرضا للخسارة هو نادي العربي الكويتي بهزيمة واحدة.
- أكثر الفرق تسجيلا للأهداف هو نادي القادسية الكويتي 29 هدف.
- أقل الفرق تسجيلا للأهداف هو نادي خيطان ب8 أهداف.
- أقل الفرق استقبالا للأهداف هو نادي العربي الكويتي ب6 أهداف.
- أكثر الفرق استقبالا للأهداف هما نادي الفحيحيل ونادي خيطان ب26 هدف.